# 생피에르 (마르티니크)
생피에르(프랑스어: Saint-Pierre)는 카리브해에 위치한 프랑스의 해외 레지옹인 마르티니크의 도시로 면적은 38.72km2, 인구는 4,344명(2013년 기준), 인구 밀도는 110명/km2이다. 1902년 화산 폭발로 완전히 파괴되기 전까지는 마르티니크에서 문화·경제적으로 가장 중요한 도시였으며, 한때는 '카리브해의 파리'로 불렸었다.

## 역사
생피에르는 1635년, 프랑스 상인이자 모험가였던 피에르 벨랭 데스남뷔에 의해 마르티니크 섬 최초의 프랑스 영구 식민지로 설립되었다. 1780년의 대형 허리케인은 8m에 달하는 폭풍 해일을 일으켜 도시를 침수시키고 모든 집을 파괴했으며 9,000명이 사망하였다.

## 같이 보기
- 마르티니크의 코뮌 목록
- 헤르쿨라네움
- 폼페이